# Karl Dressel
Karl C. Dressel (* 13. Februar 1918 in München; † 18. Juni 2004 ebenda) war ein deutscher Verlagsinhaber. Er war Herausgeber des Lokalblattes HALLO und Gründer des gleichnamigen Verlages.

## Werdegang
Dressel gründete Ende der 1960er Jahre in München den HALLO-Werbeverlag Dressel & Co. Dort erschien am 27. März 1968 unter dem Titel HALLO Waldtrudering erstmals eine lokale Wochenzeitung für den Südosten der bayerischen Landeshauptstadt. Die positiven Reaktionen auf das neue Lokalblatt führten rasch zu einer Ausdehnung des Verbreitungsgebietes. Bereits einen Monat nach der Erstausgabe erschien am 27. April 1968 ein HALLO für den gesamten Stadtbezirk Trudering.
Mit bürgernaher Berichterstattung platzierte Dressel sein Blatt in der Münchener Presselandschaft als unabhängige Lokalzeitung. In den Folgejahren kamen weitere Ausgaben für den Osten Münchens und deren östliches Umland hinzu. 2008 lag die Gesamtauflage bei mehr als 200.000 Exemplaren. Dressel verkaufte 1998 den HALLO-Verlag an die Mediengruppe Münchner Merkur/tz.
Neben seiner verlegerischen Tätigkeit engagierte er sich im Stadtbezirk Trudering-Riem für zahlreiche Projekte in den Bereichen Kultur, Soziales und Sport. So wurde auf seine Initiative hin im Sommer 1996 der Kulturverein Truderinger Kulturkreis gegründet.

## Auszeichnungen
Für sein journalistisches und verlegerisches Werk wurde Dressel mehrfach ausgezeichnet. 2004 erhielt er für sein journalistisches Lebenswerk den Perlach-Preis. Mit Beschluss vom 23. Januar 2008 wurde eine Straße im Stadtbezirk Trudering-Riem nach ihm benannt.